# Lativ
Lativ er i grammatik en kasus, der betegner et sted, hvor noget bevæger sig hen. Det svarer til præpositionsled med »til« og »ind i«.
Lativ som adverbialkasus findes fx i finsk og i andre uralske sprog.
På finsk har lativ enten endelsen -s eller Ø (nul-endelse, ingenting), fx alas = nedad, taa = bagud. Der forekommer kun singularis.
Lativ bruges på finsk ved et mindre antal adverbialstammer og komparativformer.